# Гравелона Точе
Гравело̀на То̀че (на италиански: Gravellona Toce, на местен диалект: Gravalüna, Гравалюна) е градче и община в Северна Италия, провинция Вербано-Кузио-Осола, регион Пиемонт. Разположено е на 211 m надморска височина. Населението на общината е 7837 души (към 2014 г.).